# Dariusz Babiarz
Dariusz Babiarz (ur. 8 września 1968 w Nowej Dębie) – polski muzyk rockowy, wokalista, kompozytor, gitarzysta i producent muzyczny.
Największym sukcesem artysty była I nagroda jury w Festiwalu Muzyków Rockowych w Jarocinie 1991 z zespołem Holy Dogs. W 2000 roku założył grupę Kofi. W 2023 dołączył do zespołu MonoGram.

## Dyskografia
- Kofi – Absorbing Music (2005)[6][7]
- Kofi – Sex Club (2016)[8][9]
- MonoGram – My Life (2024)[10]

gościnnie
- Jacek Musiatowicz – Jestem, czyli spacer po kamieniach (2021)[11]